# Lijevi Dubrovčak
Lijevi Dubrovčak – wieś w Chorwacji, w żupanii zagrzebskiej, w mieście Ivanić-Grad. W 2011 roku liczyła 351 mieszkańców.